# Borapisma chinai
Borapisma chinai är en tvåvingeart som beskrevs av Hull 1958. Borapisma chinai ingår i släktet Borapisma och familjen rovflugor. Inga underarter finns listade i Catalogue of Life.